# كارين سوزا
كارين سوزا (بالإسبانية: Karen Souza)‏ هي عازفة الجاز أرجنتينية، ولدت في 1984 في La Pampa, Córdoba ‏ في الأرجنتين.

## وصلات خارجية
- الموقع الرسمي
- كارين سوزا على موقع IMDb (الإنجليزية)
- كارين سوزا على موقع ميوزك برينز (الإنجليزية)
- كارين سوزا على موقع أول ميوزيك (الإنجليزية)
- كارين سوزا على موقع ديسكوغز (الإنجليزية)